# Gerger
Gerger (ehemals Alduş, syrisch ܓܪܓܪ Gargar) ist eine Stadt und zugleich ein Landkreis in der türkischen Provinz Adıyaman in Südostanatolien. Die Stadt Gerger beherbergt knapp 19 Prozent der Landkreisbevölkerung. Der Landkreis Gerger liegt im Osten der Provinz und grenzt an die Provinzen Diyarbakır, Malatya und Şanlıurfa. Neben der Kreisstadt existieren noch 45 Dörfer (Köy) mit durchschnittlich 272 Einwohnern. Gölyurt (1226) und Güzelsu (1080 Einw.) sind die größten, weitere 17 Dörfer haben mehr Einwohner als der Durchschnitt.
Ursprünglich wurde das heutige Dorf Oymaklı als Gerger bezeichnet. Als 1954 der Verwaltungssitz nach dem damaligen Alduş umzog, ging auch der Ortsname Gerger auf Alduş über.
Über dem Westufer des Euphrat bei Gerger, dem antiken Arsameia am Euphrat, steht auf einem Bergrücken die Burg von Gerger (Gerger Kalesi). Errichtet wurde die Anlage von Arsames II. (260–228 v. Chr.), einem der Begründer des Reiches von Kommagene.

## Schloss Gerger
Die Burg wurde auf einem Hügel über der Region, direkt am Euphrattal, in der römischen Zeit errichtet und wurde bis heute erhalten. In der osmanischen Zeit wurde die Burg erweitert und aktiv genutzt. Die Burg gehörte bis 1122 der armenischen Fürstenfamilie von Gargar, weil die Stadt in fränkische Hände überging, als der Fürst Michael von Gargar sie nicht mehr gegen die Türken verteidigen konnte.